# Südwestlicher Dinkelberg
Südwestlicher Dinkelberg ist ein Landschaftsschutzgebiet im Landkreis Lörrach in Baden-Württemberg.

## Lage und Beschreibung
Das rund 1.390 Hektar große Landschaftsschutzgebiet besteht aus zwei Teilgebieten. Das erste Gebiet liegt südöstlich der Stadt Lörrach und umfasst das teilweise bewaldete Gebiet rund um die Eiserne Hand bis zur Gemeinde Inzlingen. Das zweite Gebiet erstreckt sich südwestlich von Inzlingen über den Rührberg, allerdings ohne seinem bebauten Gebiet, bis zu den Stadtteilen Herten und Degerfelden der Stadt Rheinfelden. Es entstand durch Verordnung des Landratsamts Lörrach vom 6. Mai 2013. Gleichzeitig trat die Verordnung des Landratsamts Lörrach vom 25. März 1986 über das Landschaftsschutzgebiet Wasserschloß Inzlingen außer Kraft.
Das Schutzgebiet gehört zu den Naturräumen 160-Hochrheintal und 161-Dinkelberg innerhalb der naturräumlichen Haupteinheit 16-Hochrheingebiet.

## Schutzzweck
Wesentlicher Schutzzweck des Landschaftsschutzgebiets ist gemäß der Schutzgebietsverordnung:
- die Erhaltung von Vielfalt, Eigenart und Schönheit der Natur und Landschaft mit seinen charakteristischen Lebensgemeinschaften von Tieren und Pflanzen,
- die Erhaltung des Gebietes als vielfältiger und großflächig naturnaher Ausgleichsraum in der Verdichtungszone Lörrach–Basel,
- die Sicherung und Entwicklung des Gebietes als attraktiver naturnaher Erholungsraum für die Gemeinden und Städte,
- die Erhaltung und Sicherung eines Gebietes von besonderer Bedeutung aus ornithologischer Sicht (beispielsweise Spechte, Greifvögel und Vogelarten der Streuobstwiesen),
- die Erhaltung von naturraumtypischen Pflanzengesellschaften wie Buchenwälder verschiedener Ausprägung, Eichen- und Hainbuchenwälder, Ahorn-Eschen-Schluchtwälder, Ahorn-Linden-Blockwälder und Schwarzerlen-Eschen-Wälder sowie Streuobstwiesen, Magerrasen basenreicher Standorte und Feuchtgebiete,
- die Erhaltung von geologischen Besonderheiten der Karstlandschaft wie Dolinen, Bachschwinden, Quellen, die Sinterquelle am Volkertsberg und Trockentäler.